# Sonate pour piano no 12 de Mozart
La Sonate pour piano no 12 en fa majeur, K. 332/300k, de Wolfgang Amadeus Mozart, fait partie d'un cycle de trois sonates qui comprend également la Sonate no 10 en do majeur KV 330 et la Sonate no 11 en la majeur KV 331 (« Alla Turca »). On a pensé un temps que ces trois sonates avaient été écrites en 1778 à Paris, mais on pense maintenant qu'il est probable qu'elles datent de 1783, alors que Mozart venait de s'installer à Vienne. Certaines personnes croient que Mozart les a écrites à Salzbourg lors d'une visite durant l'été 1783 dans le but de présenter sa femme Constanze à son père Leopold.
La sonate a été publiée avec les deux autres en 1784 par Artaria. L'autographe se trouve à la Scheide Library, de l'Université de Princeton.

## Analyse
La sonate est en trois mouvements :
1. Allegro, en fa majeur, à 
, 229 mesures
2. Adagio, en si bémol majeur, à , 40 mesures
3. Allegro assai, en fa majeur, à 
, 245 mesures, 2 sections répétées deux fois (première section : mesures 1 à 90 et seconde section : mesures 91 à 245)

- Durée de l'interprétation: environ 25 minutes

Le premier et le troisième mouvements ont la forme sonate.
Dans le film Ludwig van B. (titre anglais  Immortal Beloved) de 1994, on entend Giulietta Guicciardi jouer le second mouvement Adagio lors d'une leçon de piano avec Ludwig van Beethoven.
Introduction de l'Allegro:
Introduction de l'Adagio:
Introduction de l'Allegro assai: